# قصه بیستون
قصهٔ بیستون نام بازی رایانه ای ایرانی است که در سال ۱۳۹۷ معرفی شد. این بازی در رویدادهای بین‌المللی «TGC 2018» و «بازی‌های مستقل نمایشگاه گیمزکام» حضور داشت و توانست توجه بسیاری را به خود جلب کند.
این بازی توانست در رویدادِ Develop:Brigton در سال ۱۴۰۰ به مرحله نهایی برسد.

## داستان
در دامنه‌های سنگلاخی کوه بیستون، مرد سنگ‌تراشی از خواب برمی‌خیزد. او خاطرات و هویت خویش را فراموش کرده است و نمی‌داند چگونه پای در کوهستان گذاشته است. همچنین، مرد پی می‌برد که پنجه یک بیماری مرموز گلوی طبیعت را فشار می‌دهد. مرضی که شاهرگ زندگی وحشی را آلوده و آن را پر از دیوان و پریان کرده است. در این حین، مرد با دنبال کردن صدای نجوایی که ملتمسانه کمک می‌خواهد، قلمرویی پنهان را کشف می‌کند. عالمی اسرار آمیز که قفس خاطرات و مردمان فراموش شده است و به دنیای مکاشفه‌ها شهرت دارد و به وسیله هیولایی باستانی و غول پیکر نگهبانی می‌شود.

## دربارهٔ افسانه بیستون
افسانه بیستون یک بازی اکشن-ماجراجویی روایت محور است که از منظومه تراژدی «خسرو و شیرین» نظامی گنجوی اقتباس شده است. شما در نقش یک سنگ‌تراش که در کوهستان مه‌آلود بیستون از خواب بیدار می‌شود، بازی را آغاز می‌کنید. سنگ‌تراشی که همه خاطرات و هویت خود را فراموش کرده است. در این حین، پی می‌برید که بیماری مرموزی چنگال پژمرده خود را به گردن طبیعت انداخته و پای دیوان و ددان را به جنگل و دشت باز کرده است. شما باید راه خود را از میان این دشمنان اسطوره‌ای پیدا کرده و سفر خطرناکی را در دل قلمرویی راز آمیز از سر بگذرانید تا گذشته خود را به خاطر آورید. قلمرویی پنهان در دل کوه بیستون، قلمروی خاطرات و مردمان فراموش شده، قلمروی مکاشفه‌ها!

## موضوع
این بازی روایتی حماسی از منظومهٔ عاشقانهٔ خسرو و شیرین است.